# William Brunton (acteur)
William Brunton (Canada, 13 maart 1883 – Los Angeles, 19 februari 1965) was een Canadese acteur uit het tijdperk van de stomme film.

## Biografie
Brunton werd geboren in Canada op 13 maart 1883. In 1913 speelde hij zijn eerste rol in de korte stomme film The Bandit's Child. Hij speelde daarna nog in een vijftigtal andere stomme films, tot hij in 1921 het acteren vaarwel zegde. Hij is wellicht het bekendst van zijn rol in de serial film Stingaree uit 1915 en zijn bijrol in de western The Squaw Man van Cecil B. Demille uit 1918.
Van 1915 tot 1920 was hij getrouwd met actrice Louella Maxam. Brunton overleed op 19 februari 1965 in Los Angeles op 81-jarige leeftijd.